# Adalbert-Stiftung
Die Adalbert-Stiftung ist eine in Krefeld ansässige gemeinnützige deutsche Stiftung. Namensgeber ist Adalbert von Prag. Sie wurde von dem Krefelder Industriellen und Senator Paul Kleinewefers (1905–2001) unter dem Eindruck der friedlichen Revolutionen in Ostmitteleuropa 1989 als Kleinewefers-Stiftung gegründet. Aufgrund der umstrittenen Vergangenheit des Stifters erfolgte später die Umbenennung zur Adalbert-Stiftung. Gründungsvorstand und Ehrenvorsitzender war Hans Friedrich Dickel (1928–2009).

## Ziele
Die Stiftung will einen Beitrag zum geistig-kulturellen Zusammenwachsen ganz Europas leisten. Hierzu zählen insbesondere die Perspektiven einer gesamteuropäischen Gemeinsamkeit mit besonderer Blickrichtung auf Mittel- und Osteuropa. An einem dauerhaften Zusammenwachsen Europas will die Stiftung mitwirken.
Vertreten wird die Stiftung durch den Vorstand, dem Armin Laschet (Vorsitzender), H. Dieter Gobbers und Stephan J. Holthoff-Pförtner angehören. Der Vorstand wird durch das Kuratorium beraten, das aus folgenden Mitgliedern besteht: Leo Peters (Ehrenvorsitzender), Hans Hecker, Hans Hermann Henrix,  Gregor Maria Hoff, Ferenc Holczer (Ungarn), Marcus Optendrenk (Vorsitzender),  Wolfgang Radau, Martin Sloboda (Slowakei),  und Rita Süssmuth.
Die Ziele der Stiftung verfolgt sie durch:
- Internationale Foren
- Politische Dialoge
- Seminarwochen
- Verleihung der Adalbert-Preise

## Internationaler Adalbert-Preis

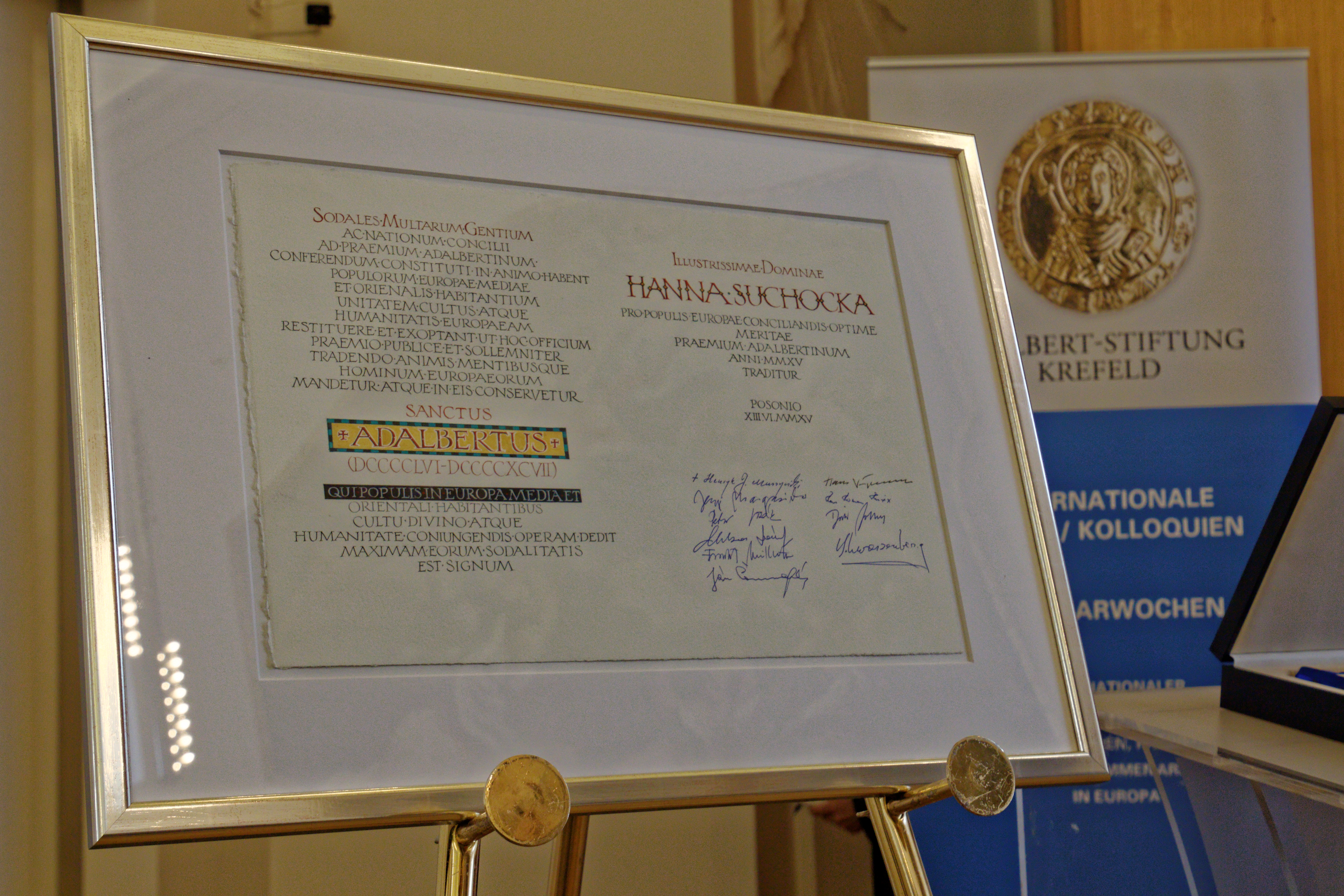
Urkunde zur Verleihung des Adalbert-Preises an Hanna Suchocka 2015

Namenspatron des Preises ist der Heilige Adalbert (956–997), der als Missionsbischof auf den heutigen Territorien der Republiken Polen, Slowakei, Tschechien und Ungarn gewirkt hat. Der Internationale Adalbertpreis wird jeweils an eine Persönlichkeit vergeben, die sich im Sinne des Stiftungszwecks hervorragend verdient gemacht hat. Der jeweiligen Preisträger wird von dem aus Repräsentanten der „Adalbert-Ländern“ bestehenden internationalen Preiskomitee ausgewählt. Derzeit gehören dem Preiskomitee an:
- Dariusz Pawłoś, Botschafter, Polen
- Henryk Muszyński, Erzbischof, Polen
- Hanna Suchocka, Politikerin, Polen
- Ján Čarnogurský, Politiker, Slowakei
- Juraj Macháč, Botschafter, Slowakei[5]
- František Mikloško, Politiker, Slowakei
- Dominik Duka, Kardinal, Tschechien
- Tomáš Kafka, Botschafter, Tschechien
- Karl Fürst zu Schwarzenberg, Außenminister a. D., Tschechien
- Peter Kardinal Erdö, Primas, Ungarn
- Gábor Erdődy, Politiker, Ungarn
- Péter Györkös, Botschafter, Ungarn

Der Preis ist zurzeit mit € 10.000 dotiert. Neben dem Preisgeld erhalten die Preisträger eine Urkunde und eine Medaille. Die Preisverleihung findet jeweils in einem anderen der Adalbert-Länder statt. Der Preis wird vom Staatspräsidenten an den Preisträger überreicht.

### Preisträger
| Jahr | Ort        | Preisträger                                        | Foto Preisträger | überreicht durch                                     | Laudator                                                   |
| ---- | ---------- | -------------------------------------------------- | ---------------- | ---------------------------------------------------- | ---------------------------------------------------------- |
| 1995 | Prag       | Tadeusz Mazowiecki, Ministerpräsident a. D., Polen |                  | Václav Havel, Staatspräsident, Tschechien            | Richard von Weizsäcker, Bundespräsident a. D., Deutschland |
| 1996 | Gnesen     | József Antall, Ministerpräsident, Ungarn           |                  | Aleksander Kwaśniewski, Staatspräsident, Polen       | Hans-Dietrich Genscher, Außenminister, Deutschland         |
| 1997 | Budapest   | František Kardinal Tomášek, Prag                   |                  | Árpád Göncz, Staatspräsident, Ungarn                 | Michal Kováč, Staatspräsident, Slowakei                    |
| 1998 | Magdeburg  | Franz Kardinal König, Wien                         |                  | Roman Herzog, Bundespräsident, Deutschland           | Miloslav Kardinal Vlk, Prag                                |
| 1999 | Bratislava | Václav Havel, Staatspräsident, Tschechien          |                  | Rudolf Schuster, Staatspräsident, Slowakei           | Kurt Biedenkopf, Ministerpräsident Sachsens                |
| 2004 | Warschau   | Helmut Kohl, Bundeskanzler a. D., Deutschland      |                  | Aleksander Kwaśniewski, Staatspräsident, Polen       | Władysław Bartoszewski, Außenminister a. D., Polen         |
| 2005 | Budapest   | František Mikloško, Parlamentspräsident a. D.      |                  | Ferenc Mádl, Staatspräsident, Ungarn                 | Katalin Szili, Parlamentspräsidentin Ungarn                |
| 2007 | Bratislava | Władysław Bartoszewski, Außenminister a. D., Polen |                  | Ivan Gašparovič, Staatspräsident Slowakei            | Helmut Kohl, Bundeskanzler a. D. Deutschland               |
| 2009 | Prag       | Árpád Göncz, Staatspräsident a.D, Ungarn           |                  | Václav Klaus, Staatspräsident Tschechien             | František Mikloško                                         |
| 2011 | Warschau   | Ján Čarnogurský                                    |                  | Bronisław Komorowski, Staatspräsident Polen          | Tadeusz Mazowiecki                                         |
| 2013 | Budapest   | Petr Pithart                                       |                  | János Áder, Staatspräsident Ungarn                   | Rudolf Chmel                                               |
| 2015 | Bratislava | Hanna Suchocka                                     |                  | Andrej Kiska, Staatspräsident Slowakei               | Karel Schwarzenberg                                        |
| 2017 | Berlin     | Imre Kónya                                         |                  | Frank-Walter Steinmeier, Bundespräsident Deutschland | Gábor Erdödy                                               |
| 2019 | Prag       | Peter Zajak                                        |                  | Miloš Zeman, Staatspräsident Tschechien              | František Mikloško                                         |
| 2021 | Warschau   | Joachim Gauck                                      |                  | Andrzej Duda, Staatspräsident Polen                  | Andrej Kiska                                               |

#### Preisträger 2005
Der Preis wurde 2005 zum siebten Mal verliehen. Überreicht wurde der Preis am 11. Juni 2005 durch den ungarischen Staatspräsidenten Ferenc Mádl in Budapest. Preisträger des Jahres 2005 ist František Mikloško, der ehemalige Präsident des Slowakischen Nationalrats. Der Preisträger, der bis heute für die Rechte der Minderheiten eintritt, hat sich langjährig in der „Kirche im Untergrund“ und in der Bürgerrechtsbewegung engagiert.
Die Laudatio hielt Katalin Szili, Präsidentin der Ungarischen Nationalversammlung. Die Rede des Preisträgers anlässlich der Preisübergabe fand insbesondere in den Ländern Ungarn und Slowakei sehr große Beachtung.
Die Preisverleihung fand im Kuppelsaal des ungarischen Parlaments statt.

#### Preisträger 2007
Am 9. Juni 2007 wurde der Preis zum achten Mal verliehen. Neuer Preisträger ist der früheren polnischen Außenminister, Historiker und Essayist Władysław Bartoszewski aus Warschau. Überreicht wurde der Preis in der Burg von Bratislava durch den Präsidenten der Slowakischen Republik, Ivan Gašparovič. Der Laudator und Preisträger des Jahres 2004, Helmut Kohl, würdigte in einer sehr persönlich gehaltenen Rede seinen Freund Bartoszewski.

#### Preisträger 2009
Der neunte Preis wurde dem früheren ungarischen Ministerpräsidenten Árpád Göncz zugesprochen. Die Preisübergabe erfolgte am 13. Juni 2009 in der Rudolfsgalerie der Prager Burg durch den tschechischen Präsidenten Václav Klaus an Kinga Göncz, da der Preisträger aus gesundheitlichen Gründen nicht anwesend sein konnte.

#### Preisträger 2011
In Warschau wurde im Juni 2011 der zehnte Preis an den ehemaligen Premierminister und Justizminister der Slowakischen Republik Jan Čarnogurský durch den polnischen Staatspräsidenten Bronisław Komorowski überreicht.

#### Preisträger 2013
Am 8. Juni 2013 wurde in Budapest der Preis an den früheren tschechischen Premierminister Petr Pithart durch den ungarischen Staatspräsidenten János Áder überreicht. Die Laudation hielt Rudolf Chmel.

#### Preisträgerin 2015
In Bratislava wurde am 15. Juni 2015 der Preis an die polnische Politikerin und erste Ministerpräsidenten der Republik Polen Hanna Suchocka überreicht.

#### Preisträger 2017

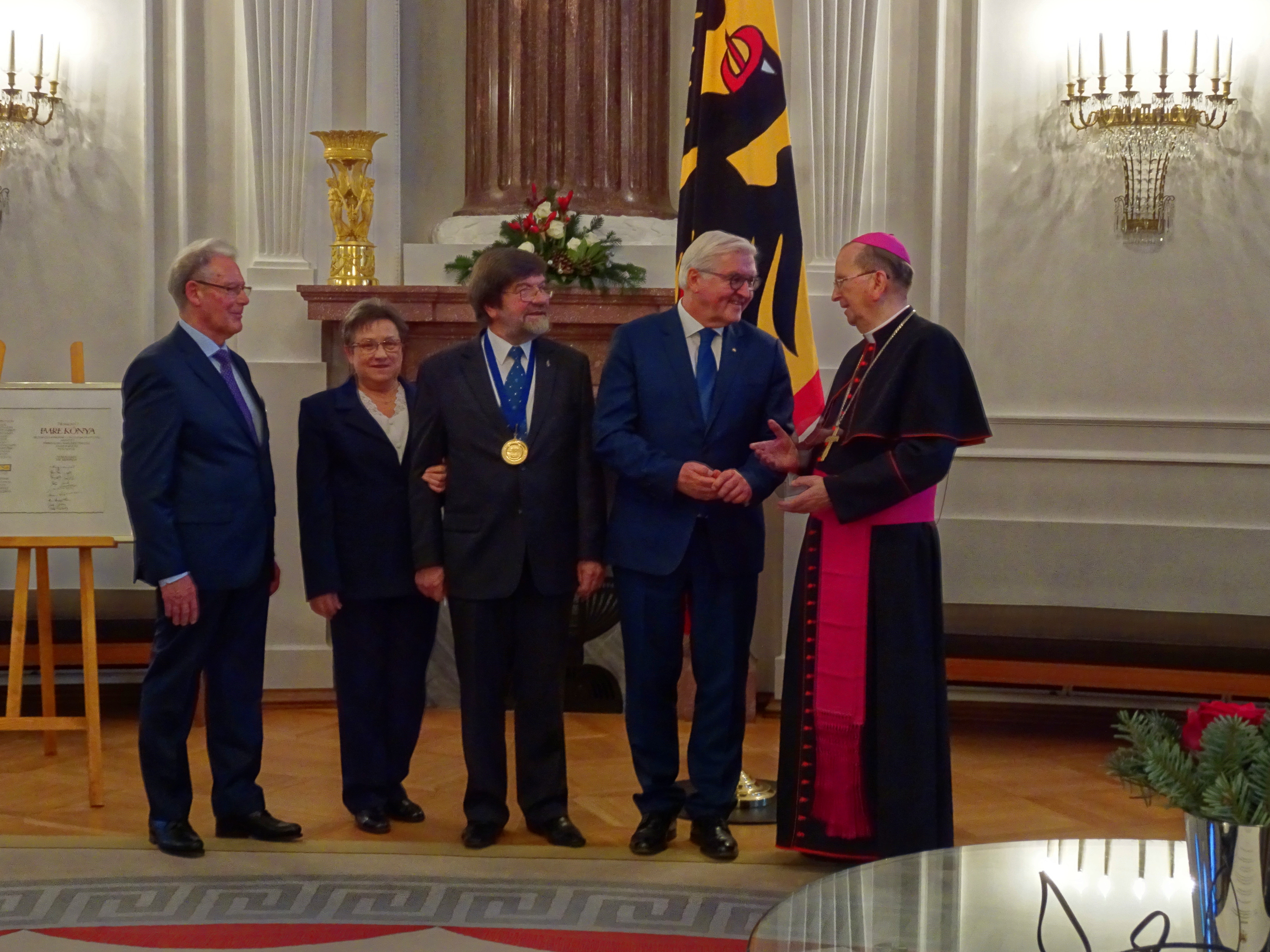
Preisübergabe 2017

Der Preisträger ist Imre Kónya aus Ungarn. Der Preis wurde am 8. Dezember 2017 durch Bundespräsident Steinmeier in Berlin übergeben.

#### Preisträger 2019
Am 13. Juni 2019 wurde der Preis an den Slowaken Peter Zajac durch den tschechischen Staatspräsidenten Miloš Zeman in Prag überreicht. Anlässlich dieser Preisübergabe wurde ein Original Mauerstein aus der Berliner Mauer an Dominik Duka für den Veitsdom übergeben.

#### Preisträger 2021
Der Preisträger 2021 war Bundespräsident a. D. Joachim Gauck. Den Preis übergab am 26. Juni 2021 der polnische Präsident Andrzej Duda in der Königlichen Theater in Warschau. Die Laudation hielt der slowakische Staatspräsident a. D. Andrej Kiska.

## Publikationen
- Hans Süssmuth: Árpád Göncz – Ungarischer Freiheitskämpfer und Staatspräsident. 2013, ISBN 978-3-943460-39-1.
- Basil Kerski: Die Dynamik der Annäherung in den deutsch-polnischen Beziehungen. 2011, ISBN 978-3-940671-66-0.
- Hans Hermann Henrix: Kardinal Miloslav Vlk – eine Persönlichkeit von europäischem Rang und ein Bischof der Communio. 2010, ISBN 978-3-923140-09-1.
- Hans Süssmuth (Hrsg.): Polen 2008, Kurswechsel mit Donald Tusk. 2008, ISBN 978-3-940671-03-5.
- Hans Hermann Henrix (Hrsg.): Freiheit und Verpflichtung, Polen in Europa – von der Maiverfassung 1791 zur EU-Verfassung. 2007, ISBN 3-923140-96-7.
- Jürgen Hoffmann: Vita Adalberti Früheste Textüberlieferungen der Lebensgeschichte Adalberts von Prag. 2005, ISBN 3-89861-387-9.
- Hans Hecker (Hrsg.): Grenzen Gesellschaftliche Konstitutionen und Transfigurationen. 2006, ISBN 3-89861-386-0.
- Hans Hecker, Leo Peters, Hans Süssmuth: Der Internationale Adalbert-Preis für Frieden, Freiheit und Zusammenarbeit in Europa Preisträger 1995–2015. 2016, ISBN 978-3-95758-030-6.
- Hans Süssmuth, Dieter Gobbers (Hrsg.): Das Denkmal in Berlin in Würdigung des Beitrags der Adalbert-Länder Polen, Slowakei, Tschechien, Ungarn zum Mauerfall. 2017, ISBN 978-3-95758-057-3.